# Nome (Norvegia)
Nome este o comună din provincia Telemark, Norvegia.